# Hannon (commandant de la garnison de Messine)
Pour les articles homonymes, voir Hannon.
Hannon, commandant de la garnison de Messine était un général carthaginois durant la première guerre punique. Commandant de la garnison de Messine, il dut quitter la ville et paya le prix de cet abandon de sa vie à son retour dans la capitale punique.

## Commandant
Hannon est le commandant de la garnison de Messine en 264 av. JC. Il doit fuir la ville à la suite de menaces.

## Mort
De retour à Carthage, il est crucifié du fait de ses actions militaires.